# Horst Tonn
Horst Tonn (* 23. August 1953 in Oldenburg (Oldb)) ist ein deutscher Amerikanist und Hochschullehrer.

## Leben und Wirken
Horst Tonn studierte Anglistik, Amerikanistik und Slawistik an der Universität Mainz und erwarb dort 1981 den Magistergrad. Von 1981 bis 1986 war er wissenschaftlicher Mitarbeiter an dieser Universität (Abt. Germersheim) und promovierte dann 1986 an der Freien Universität Berlin über Chicano-Literatur. Anschließend arbeitete er von 1987 bis 1995 als wissenschaftlicher Assistent an der Universität Duisburg, wo er sich 1993 habilitierte. Nach einer Lehrtätigkeit an der Universität Erlangen übernahm er 1996 eine Professur für Amerikanistik an der Eberhard Karls Universität Tübingen. Gastprofessuren hatte er an Universitäten in den USA und Indien inne.
In seinen Veröffentlichungen beschäftigt sich Horst Tonn neben der amerikanischen Chicano-Literatur außerdem mit Cultural Studies, Minoritätenliteratur, Musik und Film der amerikanischen Gegenwart.

## Veröffentlichungen (Auswahl)
- Zeitgenössische Chicano-Erzählliteratur in englischer Sprache. Autobiographie und Roman (= Mainzer Studien zur Amerikanistik, Bd. 22). Lang, Frankfurt/M. 1988, ISBN 3-8204-1112-7 (= Dissertation Freie Universität Berlin).
- Hispanic groups in the USA. Textsammlung für den Englischunterricht. Cornelsen, Berlin 1992, ISBN 3-464-05204-4.
- Making sense of contemporary reality. The construction of meaning in the nonfictional novel. In: Bernd Engler (Hrsg.): Historiographic metafiction in modern American and Canadian literature (= Beiträge zur englischen und amerikanischen Literatur, Bd. 13). Schöningh, Paderborn 1994, S. 197–208, ISBN 3-506-70823-6.
- Wahre Geschichten. Die amerikanische Dokumentliteratur im 20. Jahrhundert (= Arbeiten zur Amerikanistik, Bd. 14). Verlag Die Blaue Eule, Essen 1996, ISBN 3-89206-627-2 (= Habilitationsschrift Universität Duisburg).
- History's remains. Performative appropriations of the past in the short fiction of Dagoberto Gilb. In: Bernd Engler (Hrsg.): Re-visioning the past. Historical self-reflexivity in American short fiction. Wiss. Verlag Trier, Trier 1998, S. 383–390, ISBN 3-88476-300-8.
- Hispanic film in the United States. The last two decades. In: Francisco A. Lomelí (Hrsg.): U.S. Latino literatures and cultures. Transnational perspectives (= Anglistische Forschungen, Bd. 290). Winter, Heidelberg 2000, S. 71–80, ISBN 3-8253-1065-5.
- Cultural Studies und Literaturwissenschaft. In: Ralf Schneider (Hrsg.): Literaturwissenschaft in Theorie und Praxis. Eine anglistisch-amerikanische Einführung. Narr, Tübingen 2004, S. 241–264, ISBN 3-8233-6023-X.
- Rap music in Germany. How ethnic culture travels. In: William Boelhower (Hrsg.): Sites of ethnicity. Euroe and the Americas (= American studies, Bd. 119). Winter, Heidelberg 2004, S. 271–286, ISBN 3-8253-1655-6.
- „Ich berichte, was meine Augen sehen.“ Kriegskorrespondenten als Deutungsinstanzen im Irakkrieg 2003. In: Stephan Jaeger (Hrsg.): Zeichen des Krieges in Literatur, Film und den Medien. Bd. 2. Ludwig, Kiel 2006, S. 35–58, ISBN 3-937719-00-8.
- Visual images of war in Early American film. In: William Urricchio (Hrsg.): Media cultures (= Publikationen der Bayerischen Amerika-Akademie, Bd. 5). Winter, Heidelberg 2006, S. 143–152, ISBN 3-8253-1645-9.
- Wie wird Krieg erzählt? Rock and Roll als Deutungsschema in amerikanischen Kriegsreportagen zwischen Vietnamkrieg und Irakkrieg. In: Barbara Korte/Horst Tonn (Hrsg.): Kriegskorrespondenten. Deutungsinstanzen in der Mediengesellschaft. VS Verlag für Sozialwissenschaften, Wiesbaden 2007, S. 287–304, ISBN 3-531-15091-X.
- Hip-Hop – zur Adaption schwarz-amerikanischer Jugendkultur in Deutschland. In: Ute Bechdolf (Hrsg.): Amerikanisierung - Globalisierung. Transnationale Prozesse im europäischen Alltag. Wiss. Verlag Trier, Trier 2007, S. 49–63, ISBN 3-88476-984-7.
- Der Erste Weltkrieg im amerikanischen Spielfilm. In: Barbara Korte (Hrsg.): Der Erste Weltkrieg in der populären Erinnerungskultur (= Schriften der Bibliothek für Zeitgeschichte, N.F., Bd. 22). Klartext-Verlag, Essen 2008, S. 169–182, ISBN 978-3-89861-727-7.
- Medialisierung von Kriegserfahrungen. In: Georg Schild/Anton Schindling (Hrsg.): Kriegserfahrungen. Krieg und Gesellschaft in der Neuzeit. Neue Horizonte der Forschung (= Krieg in der Geschichte, Bd. 55). Schöningh, Paderborn 2009, S. 109–134, ISBN 3-506-76798-4.
- Detroit, Philadelphia, Baltimore. Rassenkonflikte in urbanen Brennpunkten. In: Michael Butter/Astrid Franke/Horst Tonn (Hrsg.): Von Selma bis Ferguson – Rasse und Rassismus in den USA (= American culture studies, Bd. 15). transcript, Bielefeld 2016, S. 139–156, ISBN 978-3-8376-3503-4.
- "Can anyone tell me what time it is?" Time and the future in Rubén Martínez's The Other Side. In: Josef Raab/Saskia Hertlein (Hrsg.): Spaces – Communities – Discourses. Charting identity and belonging in the Americas (= Inter-American studies, Bd. 15), Wiss. Verlag Trier, Trier 2016, S. 139–156, ISBN 3-86821-590-5.
- El teatro campesino. Short plays, large issues. In: Isabell Klaiber u. a. (Hrsg.): Simplify, simplify! Brevity, plainness and their complications in American literature and culture. Festschrift for Bernd Engler on the occasion of his 65th birthday (= Beiträge zur englischen und amerikanischen Literatur, Bd. 37). Schöningh, Paderborn 2019, S. 125–136, ISBN 978-3-506-70172-5.
- "Let the sunshine in". Das Musical "Hair" und die Politik der Popmusik. In: Jan Eckel/Georg Schild (Hrsg.): 1968 – Verdichtung des Wandels und globaler Moment. Tübinger Vorlesungen. Mohr Siebeck, Tübingen 2019, S. 185–213, ISBN 978-3-16-157520-4.